# Still Got It
 (janvier 2012).
Si vous disposez d'ouvrages ou d'articles de référence ou si vous connaissez des sites web de qualité traitant du thème abordé ici, merci de compléter l'article en donnant les références utiles à sa vérifiabilité et en les liant à la section « Notes et références ».
Singles de Tyga
Far Away
(2011) Rack City
(2011)
Still Got It est un single du rappeur Tyga en collaboration Drake. C'est le quatrième single de son deuxième album Careless World: Rise of the Last King après I'm On It, Really Raw (ft. Pharrell Williams, Snoop Dogg & Game et Far Away. La chanson est produite par Noah "40" Shebib & Supa Dups et est sortie le 4 octobre 2011 sur iTunes.

## Clip vidéo
La vidéo de Still Got It est prévue pour le mois de janvier 2012. Le clip a été tourné à Harlem dans New York, la chanteuse Teyana Taylor apparaîtra dans le clip qui représente les années 80 et 90 à Harlem et qui sortira bientôt.